# Homai Vyarawalla

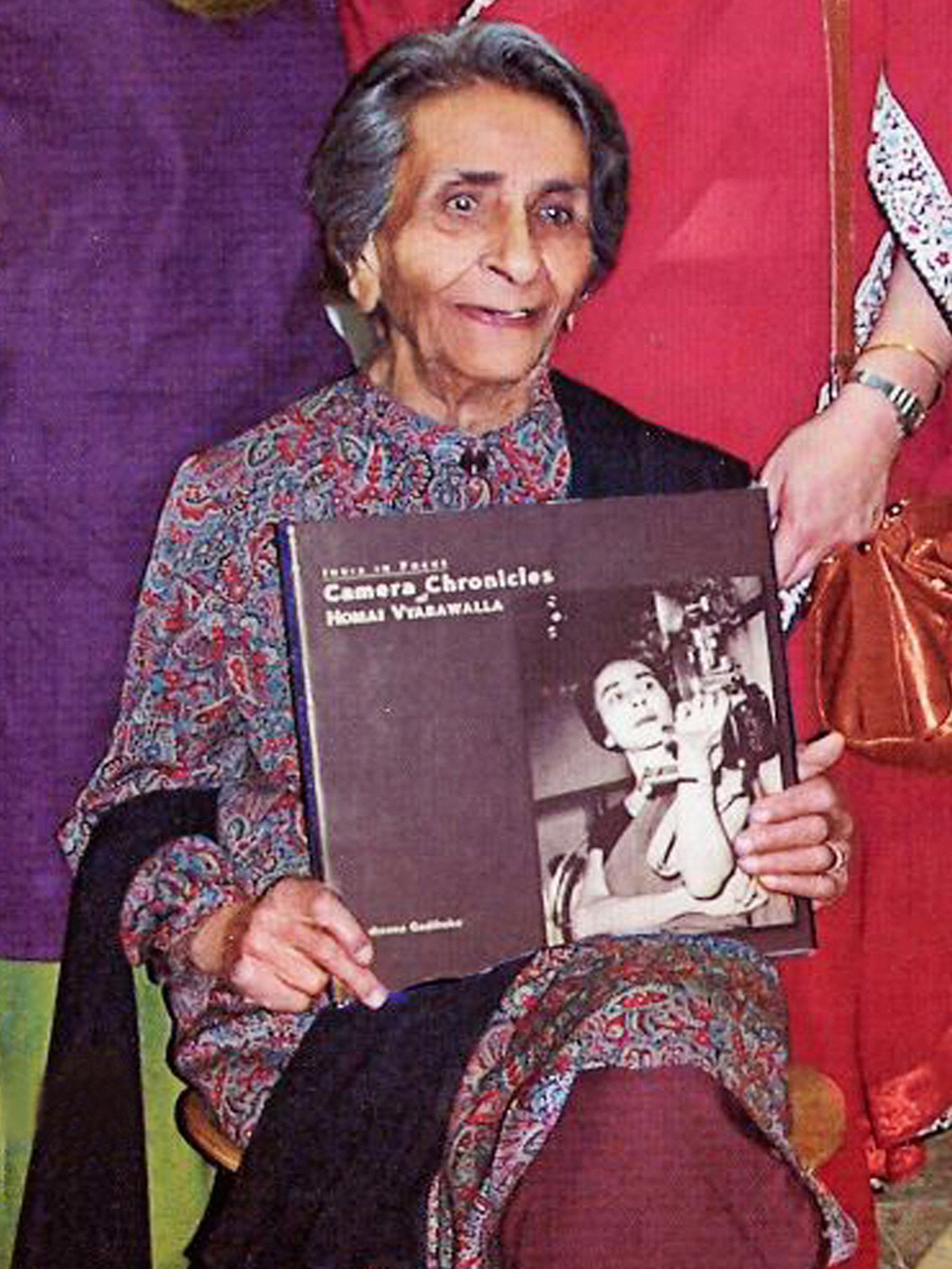
Homai Vyarawalla (2010)

Homai Vyarawalla (geb. 9. Dezember 1913 in Navsari, Bombay Presidency, Britisch-Indien; gest. 15. Januar 2012 in Vadodara, Gujarat), auch bekannt unter ihrem Pseudonym Dalda 13, war Indiens erste weibliche Fotojournalistin. Sie begann ihre Arbeit in den späten 1930er Jahren und fotografierte bis in die frühen 1970er Jahre. Im Jahr 2011 wurde sie mit dem Padma Vibhushan ausgezeichnet, der zweithöchsten zivilen Auszeichnung der Republik Indien. Sie war eine der ersten Frauen in Indien, die bei einer Mainstream-Publikation mitmachte, als sie bei The Illustrated Weekly of India anfing.

## Kindheit und Studium
Homai Vyarawalla wurde am 9. Dezember 1913 in Navsari, Gujarat geboren. Sie entstammt einer Parsen-Familie. Vyarawalla verbrachte ihre Kindheit damit, mit der reisenden Theatertruppe ihres Vaters von Ort zu Ort zu ziehen. Nach ihrem Umzug nach Bombay (später Mumbai), studierte Homai Vyarawalla an der Bombay University und an der Sir Jamsetjee Jeejebhoy School of Art.

## Leben
Während des Studiums lernte Vyarawalla ihren späteren Ehemann Manekshaw Jamshetji Vyarawalla kennen, ein freiberuflicher Fotograf unter anderem für die Times of India. 1970, ein Jahr nach dem Tod ihres Mannes, gab sie die Fotografie auf, da sie nicht mit der neuen Generation der Paparazzi-Kultur arbeiten wollte.
Vyarawalla zog dann mit ihrem einzigen Sohn Farouq, der an der BITS Pilani lehrte, nach Pilani in Rajasthan. 1982 kehrte sie mit ihrem Sohn nach Vadodara (früher Baroda) zurück. Nach dem Tod ihres Sohnes an einem Krebsleiden im Jahr 1989, lebte sie allein in einer kleinen Wohnung in Baroda und verbrachte ihre Zeit mit Gartenarbeit.
Im Januar 2012 fiel Vyarawalla aus ihrem Bett und brach sich einen Hüftknochen. Ihre Nachbarn halfen ihr, ein Krankenhaus zu erreichen, wo sie Komplikationen beim Atmen entwickelte. Sie hatte an einer interstitiellen Lungenerkrankung gelitten, an der sie am 15. Januar 2012 verstarb.

## Werk
Vyarawalla begann ihre Karriere in den 1930er Jahren. Zu Beginn des Zweiten Weltkriegs begann sie, an Aufträgen für das in Mumbai ansässige Magazin The Illustrated Weekly of India zu arbeiten, das viele ihrer bewunderten Schwarz-Weiß-Bilder veröffentlichte. In den ersten Jahren ihrer Karriere wurden ihre Fotografien unter dem Namen ihres Mannes veröffentlicht, da Vyarawalla eine Frau und zu jener Zeit noch unbekannt war. Vyarawalla erklärte, dass sie aufgrund der Tatsache, dass Frauen als Journalistinnen nicht ernst genommen wurden, in der Lage war, qualitativ hochwertige, enthüllende Fotos von ihren Motiven ohne Einmischung von außen zu machen.
Schließlich wurde ihre Fotografie auch auf nationaler Ebene wahrgenommen, insbesondere nachdem sie 1942 nach Delhi zog, um dem britischen Informationsdienst beizutreten. Als Pressefotografin dokumentierte sie viele bedeutende politische und nationale Persönlichkeiten ihrer Zeit, sowohl vor der Unabhängigkeit Indiens, als auch danach – von Mohandas Gandhi, Muhammad Ali Jinnah, Indira Gandhi bis zur Familie Nehru-Gandhi und den Beerdigungen von Mahatma Gandhi und des ehemaligen Premierministers Jawaharlal Nehru. Die Bilder, die nach der Unabhängigkeit entstanden, zählen zu den ikonischsten Fotografien Vyarawallas. So fotografierte sie im Jahr 1956 für das Life Magazine den 14. Dalai Lama, als er zum ersten Mal über den Nathu La nach Sikkim in Indien kam.

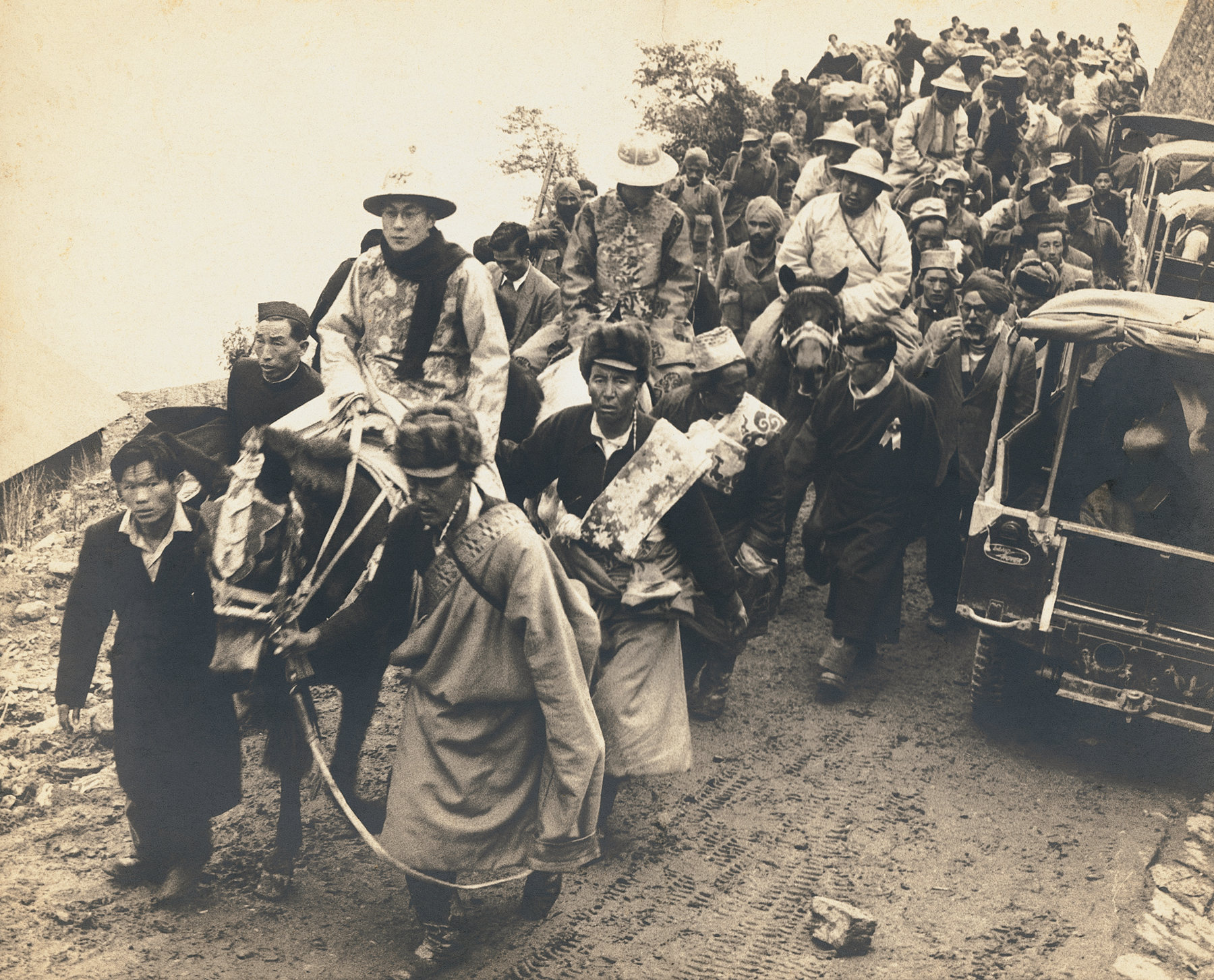
Homai Vyarawalla fotografierte am 24. November 1956 wie der 14. Dalai Lama in zeremonieller Kleidung erstmals Indien betritt.

Ihre fotografische Arbeit umfasst auch Schnappschüsse und Nahaufnahmen von Berühmtheiten und Würdenträgern, die Indien in den Jahren nach der Unabhängigkeit besuchten, darunter Chinas erster Premierminister Zhou Enlai, der vietnamesische Revolutionär und Staatsmann Ho Chi Minh, Königin Elisabeth II. und US-Präsident John F. Kennedy.
Die meisten ihrer Fotografien wurden unter dem Pseudonym Dalda 13 veröffentlicht. Die Gründe für die Wahl dieses Namens waren, dass ihr Geburtsjahr 1913 war, sie ihren Mann im Alter von 13 Jahren kennenlernte und auf dem Nummernschild ihres ersten Autos "DLD 13″ stand.

1970, kurz nach dem Tod ihres Mannes, beschloss Homai Vyarawalla, die Fotografie aufzugeben und beklagte das „schlechte Benehmen“ der neuen Generation von Fotografen. In den letzten mehr als 40 Jahren ihres Lebens machte sie kein einziges Foto mehr. Auf die Frage, warum sie auf dem Höhepunkt ihrer Karriere mit der Fotografie aufhörte, sagte sie:  
 „Das war es nicht mehr wert. Wir hatten Regeln für Fotografen; wir befolgten sogar eine Kleiderordnung. Wir behandelten uns gegenseitig mit Respekt, wie Kollegen. Aber dann änderte sich alles zum Schlechten. Sie waren nur noch daran interessiert, schnelles Geld zu machen; ich wollte nicht mehr Teil der Masse sein.“
Später schenkte Vyarawalla ihre Fotosammlung der in Delhi ansässigen Alkazi Foundation for the Arts, die 2010 in Zusammenarbeit mit der National Gallery of Modern Art, Mumbai (NGMA) eine Retrospektive ihrer Arbeiten präsentierte. 1998 wurde sie mit dem Chameli Devi Jain Award for Outstanding Women Mediaperson geehrt.
Google ehrte Vyarawalla zum 104. Jahrestag ihrer Geburt mit einem Doodle „First Lady of the Lens“.

## Auszeichnungen
2011 wurde sie mit dem Padma Vibhushan, der zweithöchsten zivilen Auszeichnung Indiens, ausgezeichnet.